# Домашняя вечеринка 3
«Домашняя вечеринка 3» (англ. House Party 3) — американская музыкальная комедия 1994 года с хип-хоп-дуэтом Kid ’n Play в главной роли. Фильм является продолжением фильмов «Домашняя вечеринка» (1990) и «Домашняя вечеринка 2» (1991).
В 2001 году сразу на видео вышел фильм «Домашняя вечеринка 4». Этот фильм сюжетно и персонажами уже не был связан с предыдущими фильмами серии. Главные роли там исполнили участники группы Immature (IMx), которые появлялись и в третьем фильме, но в четвёртом фильме они играют уже других персонажей.

## Сюжет
Кид готовится к свадьбе со своей новой девушкой Ведой. Плей в свою очередь пытается вести деятельность музыкального продюсера. Он занимается женской хип-хоп-группой «Секс как оружие». Ему удаётся договориться с промоутером Шоуботом о концерном туре для его группы. Девочки же в какой-то момент увольняют Плея. Теперь ему нужно как-то выкрутиться из этой ситуации, ведь по договору с Шоуботом группа должна отыграть тур.
В преддверии свадьбы к Киду начинают съезжаться родственники, которые любят поскандалить. Плей готовит мальчишник, а подруги Веды девичник. Плей запрещает троим маленьким кузенам Кида выступать со своим рэпом на мальчишнике. Дети обижаются и решают устроить свою собственную вечеринку в доме тёти Люси.
Мальчишник не удаётся из-за того, что Стинки, двоюродный брат Плея, приглашает на него девушек по своему вкусу, а именно толстушек. Веда же случайно подсматривает, как Кид обнимается с Сидни, своей бывшей девушкой, и начинает сомневаться в нём. Сидни же просто хотела поздравить Кида со свадьбой.
Киду звонит дядя Вестер, чтобы сообщить, что в доме тёти Люси дети устроили вечеринку, которая уже вышла из-под контроля. Кид поначалу злится на своих маленьких кузенов, но Плей предлагает продолжить эту вечеринку и перенести неудавшийся мальчишник сюда. Прибывает разъярённый Шоубот, которому, однако, приходится по душе рэп кузенов Кида. Девушки из «Секса как оружие» также приходят на вечеринку. Они сообщают, что возвращаются к Киду и Плею.
На следующий день проходит свадьба Кида и Веды.

## В ролях
- Кристофер Рид — Кристофер «Кид» Робинсон-младший
- Кристофер Мартин — Питер «Плей» Мартин
- Дэвид Эдвардс — Джеймс «Стинки» Мартин
- Анджела Минс — Веда Пратт
- Тиша Кэмпбелл — Сидни
- Маркус Хьюстон — Маркиз «Бэтмен» Хьюстон
- Джером Джонс — Джером «Ромео» Джонс
- Дон Сантос — Дон «Полпинты» Сантос
- Кетти Лестер — тётя Люси
- Берни Мак — Сильвестр «Дядя Вестер» Робинсон
- Майкл Коляр — Шоубот
- Крис Такер — Джонни Буз
- TLC — «Секс как оружие»
- Ханди Александер — Джанель
- Энтони Джонсон — Бутчер
- Ширин Кратчфилд — Ширин
- Гилберт Готтфрид — багажный клерк
- Симпли Марвалус — миссис Пратт
- Рейнальдо Рей — мистер Пратт
- Эдди Гриффин — гость на вечеринке

## Рецензии
Фильм плохо приняли критики. На сайте Rotten Tomatoes рейтинг «свежести» фильма составляет 0 %. Дэвид Миллс из The Washington Post назвал его «совершенно идиотским». По его мнению, фильм совершенно несмешной, хотя в нём в эпизодических ролях играет много комиков, но они скорее создают «шумный беспорядок». Миллс отметил только игру Плея.

## Саундтрек
Саундтрек, содержащий хип-хоп- и R&B-композиции, был выпущен в январе 1994 года на лейбле Select Records. В рецензии на альбом отмечалось, что он похож на трибьют группе Das EFX. На альбоме в основном неизвестные исполнители с быстрым рэпом, похожим на Das EFX. Альбом достиг 55 места в чарте лучших R&B/хип-хоп-альбомов.
| №   | Название                  | Исполнитель        | Длительность |
| --- | ------------------------- | ------------------ | ------------ |
| 1.  | «Bounce»                  | Kid ’n Play        | 4:17         |
| 2.  | «Wakes You Up»            | Immature           | 3:26         |
| 3.  | «Two Fingers»             | Kid ’n Play        | 5:12         |
| 4.  | «How About Some Hardcore» | M.O.P.             | 4:32         |
| 5.  | «Drop Down»               | Sylk Smoov         | 3:48         |
| 6.  | «Rock the House»          | R.A.S. Posse       | 3:50         |
| 7.  | «The Illest»              | Red Hot Lover Tone | 3:31         |
| 8.  | «Butt Booty Naked»        | AMG                | 3:59         |
| 9.  | «Make Noize»              | Kid ’n Play        | 3:44         |
| 10. | «How’m I Doin’?»          | Kid ’n Play        | 4:14         |
| 11. | «Void»                    | Kid ’n Play        | 4:02         |
| 12. | «We Got It Goin’ On»      | To da Core         | 3:45         |
| 13. | «Here and Now»            | Kid ’n Play        | 4:17         |
| 14. | «I Just Love the Man»     | Everyday Emotions  | 4:21         |
| 15. | «The Cure»                | Nerissa            | 3:32         |